# Parafia Niepokalanego Poczęcia Najświętszej Maryi Panny w Janiku
Parafia Niepokalanego Poczęcia Najświętszej Maryi Panny w Janiku – parafia rzymskokatolicka znajdująca się w diecezji sandomierskiej, dekanacie Kunów.
Erygowana 3 grudnia 1995 roku. Kościół parafialny, wybudowany w latach 1997–2000, został  poświęcony 8 grudnia 2000 roku przez bp. Mariana Zimałka.

## Zasięg parafii
Do parafii należą wierni z miejscowości: Janik i Kolonia Inwalidzka.